# Кубок Мальдівів з футболу 2020
Кубок Мальдівів з футболу 2020 — 30-й розіграш кубкового футбольного турніру на Мальдівах. Титул володаря кубка захищав Нью Радіант. Після початку пандемії COVID-19 змагання було зупинене та скасоване, переможця не було встановлено.

## Календар
| Раунд      | Дата             | Матчі | Клуби |
| ---------- | ---------------- | ----- | ----- |
| 1/4 фіналу | 5-6 березня 2020 | 4     | 8 → 4 |
| 1/2 фіналу | 16 березня 2020  | 2     | 4 → 2 |
| Фінал      | 19 березня 2020  | 1     | 2 → 1 |

## 1/4 фіналу
| Команда 1      | Рахунок      | Команда 2        |
| -------------- | ------------ | ---------------- |
| 5 березня 2020 |              |                  |
| ТК Спортс      | 13:0         | Ейдхафуші        |
| Мазія          | 2:2 пен. 6:5 | Грін Стрітс      |
| 6 березня 2020 |              |                  |
| Фоакайдхоо     | 0:3          | Да Гранде        |
| Іглс           | 12:0         | Вілімале Юнайтед |

## 1/2 фіналу
| Команда 1       | Рахунок | Команда 2 |
| --------------- | ------- | --------- |
| 16 березня 2020 |         |           |
| Мазія           | :       | Да Гранде |
| ТК Спортс       | :       | Іглс      |